# Mielichhoferia borbonica
Mielichhoferia borbonica är en bladmossart som beskrevs av Thériot 1932. Mielichhoferia borbonica ingår i släktet kismossor, och familjen Bryaceae. Inga underarter finns listade i Catalogue of Life.